# اودسا (تگزاس)

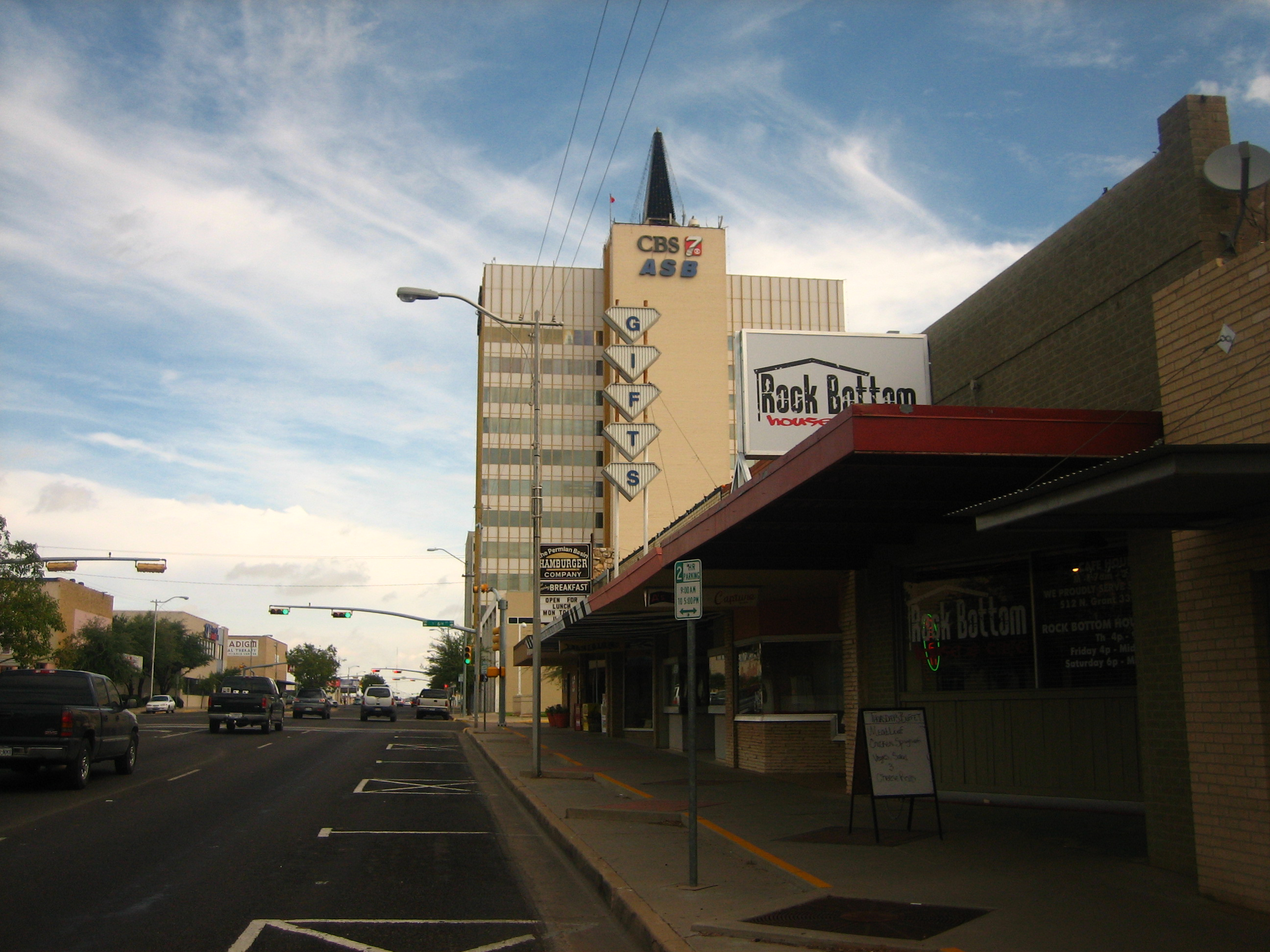

اودسا (به انگلیسی: Odessa) شهری است در ایالت تکزاس.
این شهر در شش ساعتی غرب دالاس قرار دارد.
در سال ۲۰۱۰، جمعیت این شهر ۱۰۰۰۰۰ نفر بود.
دانشگاه تگزاس در پرمین بیسین در این شهر قرار دارد.